# Mig og Charly
Mig og Charly é um filme de drama dinamarquês de 1978 dirigido e escrito por Morten Arnfred e Henning Kristiansen. Foi selecionado como representante da Dinamarca à edição do Oscar 1979, organizada pela Academia de Artes e Ciências Cinematográficas.

## Elenco
- Kim Jensen - Steffen
- Allan Olsen - Charly
- Helle Nielsen - Majbritt
- Ghita Nørby - Helle
- Finn Nielsen - Jørgen
- Jens Okking - Auto-Gunnar